# Bahnstrecke Springfield–East Northfield
| Springfield Union Station mit Amtrak-Zug nach New Haven. |                                                                       |                                                       |                                                       |
| Streckenlänge: | 79,97 km                                                              |                                                       |                                                       |
| Spurweite: | 1435 mm (Normalspur)                                                  |                                                       |                                                       |
| Zweigleisigkeit: | Springfield–Brightwood, Deerfield–Greenfield, früher: gesamte Strecke |                                                       |                                                       |
| |                                                                       |                                                       |                                                       |
| Gesellschaft: | Pan Am Southern                                                       |                                                       |                                                       |
| Mitbenutzung: | Amtrak                                                                |                                                       |                                                       |
| \| \| \| von Worcester und East Hartford \| \| \| \| 0,00 \| Springfield MA Union Station \| Springfield MA Union Station \| \| \| \| Straßenbahn Springfield (Main Street) \| \| \| \| \| Interstate 91 \| \| \| \| \| nach New Haven \| \| \| \| \| nach Albany \| \| \| \| \| Verbindung von New Haven \| \| \| \| \| Güterbahnhof Yard 2 \| \| \| \| \| Straßenbahn Springfield (Plainfield Street) \| \| \| \| \| Güterbahnhof Yard 3 \| \| \| \| 3,20 \| Brightwood (früher Moores) (Ende Zweigleisigkeit) \| Brightwood (früher Moores) (Ende Zweigleisigkeit) \| \| \| \| Interstate 91 \| \| \| \| 5,52 \| Chicopee MA (früher Cabotville) \| Chicopee MA (früher Cabotville) \| \| \| \| nach Chicopee Falls \| \| \| \| \| Chicopee River \| \| \| \| \| Interstate 90 \| \| \| \| \| Straßenbahn Holyoke (Chicopee Street) \| \| \| \| 11,15 \| Willimansett MA \| Willimansett MA \| \| \| \| Straßenbahn Holyoke (Grattan Street) \| \| \| \| \| Interstate 391 \| \| \| \| \| Anschluss Westover Air Force Base \| \| \| \| \| Connecticut River \| \| \| \| \| Hafenbahn \| \| \| \| \| Industrieanschlüsse \| \| \| \| 11,72 \| Riverside \| Riverside \| \| \| 12,78 \| Holyoke MA (Amtrak-Halt) \| Holyoke MA (Amtrak-Halt) \| \| \| \| Straßenbahn Holyoke (Canal Street) \| \| \| \| \| Kanal \| \| \| \| \| Kanal \| \| \| \| \| von Westfield \| \| \| \| 20,62 \| Smiths Ferry \| Smiths Ferry \| \| \| \| Anschluss Kraftwerk Mount Tom \| \| \| \| 23,72 \| Mount Tom MA \| Mount Tom MA \| \| \| \| nach Easthampton \| \| \| \| \| Oxbow \| \| \| \| \| Anschluss Packaging Corp. \| \| \| \| \| Interstate 91 \| \| \| \| \| von New Haven \| \| \| \| \| Straßenbahn Northampton (Bridge Street) \| \| \| \| 27,47 \| Northampton MA Union Station (Amtrak-Halt) \| Northampton MA Union Station (Amtrak-Halt) \| \| \| \| nach Shelburne Junction und Williamsburg \| \| \| \| \| nach North Cambridge \| \| \| \| \| Interstate 91 \| \| \| \| \| Connecticut Valley Street Railway (Hatfield Road) \| \| \| \| 32,17 \| Laurel Park \| Laurel Park \| \| \| 33,51 \| Hatfield MA \| Hatfield MA \| \| \| \| Anschluss C&S Groceries \| \| \| \| 38,33 \| North Hatfield MA \| North Hatfield MA \| \| \| \| Anschluss Yankee Candle Co. \| \| \| \| 42,10 \| Whately MA \| Whately MA \| \| \| 45,69 \| South Deerfield MA \| South Deerfield MA \| \| \| \| Connecticut Valley Street Railway (North Main Street) \| \| \| \| 52,66 \| Deerfield MA \| Deerfield MA \| \| \| \| nach East Deerfield (Deerfield Junction) \| \| \| \| \| Strecke South Deerfield–Turners Falls \| \| \| \| \| Deerfield River \| \| \| \| \| Connecticut Valley Street Railway (Cheapside Street) \| \| \| \| \| von Fitchburg und Turners Falls \| \| \| \| \| \| \| \| \| 58,08 \| Greenfield MA (Amtrak-Halt) \| Greenfield MA (Amtrak-Halt) \| \| \| \| nach Troy \| \| \| \| \| Connecticut Valley Street Railway (Deerfield Street) \| \| \| \| \| Connecticut Valley Street Railway (Main Street) \| \| \| \| \| Interstate 91 \| \| \| \| 68,66 \| Bernardston MA \| Bernardston MA \| \| \| \| Fall River \| \| \| \| \| Interstate 91 \| \| \| \| \| Anschluss Agway \| \| \| \| 74,32 \| Mount Hermon MA \| Mount Hermon MA \| \| \| \| von New London \| \| \| \| 79,97 \| East Northfield MA \| East Northfield MA \| \| \| \| nach Brattleboro und Keene \| \| |                                                                       |                                                       |                                                       |
| Abzweig geradeaus und ehemals von links |                                                                       | von Worcester und East Hartford                       | von Worcester und East Hartford                       |
| Bahnhof | 0,00                                                                  | Springfield MA Union Station                          | Springfield MA Union Station                          |
| Kreuzung geradeaus oben (Querstrecke außer Betrieb) |                                                                       | Straßenbahn Springfield (Main Street)                 | Straßenbahn Springfield (Main Street)                 |
| Strecke mit Straßenbrücke |                                                                       | Interstate 91                                         | Interstate 91                                         |
| Abzweig geradeaus und nach links |                                                                       | nach New Haven                                        | nach New Haven                                        |
| Abzweig geradeaus und nach links |                                                                       | nach Albany                                           | nach Albany                                           |
| Abzweig geradeaus und ehemals von links |                                                                       | Verbindung von New Haven                              | Verbindung von New Haven                              |
| ehemaliger Dienststation / Betriebs- oder Güterbahnhof |                                                                       | Güterbahnhof Yard 2                                   | Güterbahnhof Yard 2                                   |
| Kreuzung geradeaus unten (Querstrecke außer Betrieb) |                                                                       | Straßenbahn Springfield (Plainfield Street)           | Straßenbahn Springfield (Plainfield Street)           |
| ehemaliger Dienststation / Betriebs- oder Güterbahnhof |                                                                       | Güterbahnhof Yard 3                                   | Güterbahnhof Yard 3                                   |
| Blockstelle | 3,20                                                                  | Brightwood (früher Moores) (Ende Zweigleisigkeit)     | Brightwood (früher Moores) (Ende Zweigleisigkeit)     |
| Strecke mit Straßenbrücke |                                                                       | Interstate 91                                         | Interstate 91                                         |
| ehemaliger Bahnhof | 5,52                                                                  | Chicopee MA (früher Cabotville)                       | Chicopee MA (früher Cabotville)                       |
| Abzweig geradeaus und ehemals nach rechts |                                                                       | nach Chicopee Falls                                   | nach Chicopee Falls                                   |
| Brücke über Wasserlauf |                                                                       | Chicopee River                                        | Chicopee River                                        |
| Strecke mit Straßenbrücke |                                                                       | Interstate 90                                         | Interstate 90                                         |
| Kreuzung geradeaus unten (Querstrecke außer Betrieb) |                                                                       | Straßenbahn Holyoke (Chicopee Street)                 | Straßenbahn Holyoke (Chicopee Street)                 |
| ehemaliger Haltepunkt / Haltestelle | 11,15                                                                 | Willimansett MA                                       | Willimansett MA                                       |
| Kreuzung geradeaus unten (Querstrecke außer Betrieb) |                                                                       | Straßenbahn Holyoke (Grattan Street)                  | Straßenbahn Holyoke (Grattan Street)                  |
| Strecke mit Straßenbrücke |                                                                       | Interstate 391                                        | Interstate 391                                        |
| Abzweig geradeaus und von rechts |                                                                       | Anschluss Westover Air Force Base                     | Anschluss Westover Air Force Base                     |
| Brücke über Wasserlauf |                                                                       | Connecticut River                                     | Connecticut River                                     |
| Kreuzung geradeaus oben |                                                                       | Hafenbahn                                             | Hafenbahn                                             |
| Abzweig geradeaus, ehemals von links und ehemals von rechts |                                                                       | Industrieanschlüsse                                   | Industrieanschlüsse                                   |
| Dienststation / Betriebs- oder Güterbahnhof | 11,72                                                                 | Riverside                                             | Riverside                                             |
| Bahnhof | 12,78                                                                 | Holyoke MA (Amtrak-Halt)                              | Holyoke MA (Amtrak-Halt)                              |
| Kreuzung geradeaus oben (Querstrecke außer Betrieb) |                                                                       | Straßenbahn Holyoke (Canal Street)                    | Straßenbahn Holyoke (Canal Street)                    |
| Brücke über Wasserlauf |                                                                       | Kanal                                                 | Kanal                                                 |
| Brücke über Wasserlauf |                                                                       | Kanal                                                 | Kanal                                                 |
| Abzweig geradeaus und ehemals von links |                                                                       | von Westfield                                         | von Westfield                                         |
| ehemaliger Haltepunkt / Haltestelle | 20,62                                                                 | Smiths Ferry                                          | Smiths Ferry                                          |
| Abzweig geradeaus und von rechts |                                                                       | Anschluss Kraftwerk Mount Tom                         | Anschluss Kraftwerk Mount Tom                         |
| ehemaliger Bahnhof | 23,72                                                                 | Mount Tom MA                                          | Mount Tom MA                                          |
| Abzweig geradeaus und ehemals nach links |                                                                       | nach Easthampton                                      | nach Easthampton                                      |
| Brücke über Wasserlauf |                                                                       | Oxbow                                                 | Oxbow                                                 |
| Abzweig geradeaus und nach links |                                                                       | Anschluss Packaging Corp.                             | Anschluss Packaging Corp.                             |
| Strecke mit Straßenbrücke |                                                                       | Interstate 91                                         | Interstate 91                                         |
| Abzweig geradeaus und ehemals von links |                                                                       | von New Haven                                         | von New Haven                                         |
| Kreuzung geradeaus oben (Querstrecke außer Betrieb) |                                                                       | Straßenbahn Northampton (Bridge Street)               | Straßenbahn Northampton (Bridge Street)               |
| Bahnhof | 27,47                                                                 | Northampton MA Union Station (Amtrak-Halt)            | Northampton MA Union Station (Amtrak-Halt)            |
| Abzweig geradeaus und ehemals nach links |                                                                       | nach Shelburne Junction und Williamsburg              | nach Shelburne Junction und Williamsburg              |
| Abzweig geradeaus und ehemals nach rechts |                                                                       | nach North Cambridge                                  | nach North Cambridge                                  |
| Strecke mit Straßenbrücke |                                                                       | Interstate 91                                         | Interstate 91                                         |
| Kreuzung geradeaus oben (Querstrecke außer Betrieb) |                                                                       | Connecticut Valley Street Railway (Hatfield Road)     | Connecticut Valley Street Railway (Hatfield Road)     |
| ehemaliger Haltepunkt / Haltestelle | 32,17                                                                 | Laurel Park                                           | Laurel Park                                           |
| Dienststation / Betriebs- oder Güterbahnhof | 33,51                                                                 | Hatfield MA                                           | Hatfield MA                                           |
| Abzweig geradeaus und nach rechts |                                                                       | Anschluss C&S Groceries                               | Anschluss C&S Groceries                               |
| ehemaliger Bahnhof | 38,33                                                                 | North Hatfield MA                                     | North Hatfield MA                                     |
| Abzweig geradeaus und nach links |                                                                       | Anschluss Yankee Candle Co.                           | Anschluss Yankee Candle Co.                           |
| ehemaliger Bahnhof | 42,10                                                                 | Whately MA                                            | Whately MA                                            |
| Dienststation / Betriebs- oder Güterbahnhof | 45,69                                                                 | South Deerfield MA                                    | South Deerfield MA                                    |
| Kreuzung geradeaus unten (Querstrecke außer Betrieb) |                                                                       | Connecticut Valley Street Railway (North Main Street) | Connecticut Valley Street Railway (North Main Street) |
| Blockstelle | 52,66                                                                 | Deerfield MA                                          | Deerfield MA                                          |
| Abzweig geradeaus und nach rechts |                                                                       | nach East Deerfield (Deerfield Junction)              | nach East Deerfield (Deerfield Junction)              |
| Kreuzung geradeaus oben (Querstrecke außer Betrieb) |                                                                       | Strecke South Deerfield–Turners Falls                 | Strecke South Deerfield–Turners Falls                 |
| Brücke über Wasserlauf |                                                                       | Deerfield River                                       | Deerfield River                                       |
| Kreuzung geradeaus oben (Querstrecke außer Betrieb) |                                                                       | Connecticut Valley Street Railway (Cheapside Street)  | Connecticut Valley Street Railway (Cheapside Street)  |
| Kreuzung geradeaus oben · Strecke von rechts |                                                                       | von Fitchburg und Turners Falls                       | von Fitchburg und Turners Falls                       |
| Abzweig geradeaus und von links · Strecke nach rechts |                                                                       |                                                       |                                                       |
| Bahnhof | 58,08                                                                 | Greenfield MA (Amtrak-Halt)                           | Greenfield MA (Amtrak-Halt)                           |
| Abzweig geradeaus und nach links |                                                                       | nach Troy                                             | nach Troy                                             |
| Kreuzung geradeaus oben (Querstrecke außer Betrieb) |                                                                       | Connecticut Valley Street Railway (Deerfield Street)  | Connecticut Valley Street Railway (Deerfield Street)  |
| Kreuzung geradeaus unten (Querstrecke außer Betrieb) |                                                                       | Connecticut Valley Street Railway (Main Street)       | Connecticut Valley Street Railway (Main Street)       |
| Strecke mit Straßenbrücke |                                                                       | Interstate 91                                         | Interstate 91                                         |
| ehemaliger Bahnhof | 68,66                                                                 | Bernardston MA                                        | Bernardston MA                                        |
| Brücke über Wasserlauf |                                                                       | Fall River                                            | Fall River                                            |
| Strecke mit Straßenbrücke |                                                                       | Interstate 91                                         | Interstate 91                                         |
| Abzweig geradeaus und von rechts |                                                                       | Anschluss Agway                                       | Anschluss Agway                                       |
| ehemaliger Bahnhof | 74,32                                                                 | Mount Hermon MA                                       | Mount Hermon MA                                       |
| Abzweig geradeaus und von rechts |                                                                       | von New London                                        | von New London                                        |
| Dienststation / Betriebs- oder Güterbahnhof | 79,97                                                                 | East Northfield MA                                    | East Northfield MA                                    |
| Abzweig geradeaus und ehemals nach rechts |                                                                       | nach Brattleboro und Keene                            | nach Brattleboro und Keene                            |

Die Bahnstrecke Springfield–East Northfield ist eine Eisenbahnstrecke in Massachusetts (Vereinigte Staaten). Sie ist 80 Kilometer lang und verbindet unter anderem die Städte Springfield, Holyoke, Northampton, Deerfield und Northfield. Die normalspurige Strecke gehört der Pan Am Southern, die ausschließlich Güterverkehr auf ihr betreibt. Seit dem 29. Dezember 2014 betreibt Amtrak mit dem Fernzug Vermonter und den Regionalzügen des Valley Flyer den Personenverkehr auf der Strecke, der vorher 48 Jahre lang ruhte.

## Geschichte
Am 1. März 1842 erhielt die Northampton and Springfield Railroad Corporation die Konzession für den Bau einer Eisenbahnstrecke zwischen ihren namensgebenden Städten. Die Gesellschaft wurde am 10. Januar 1844 formal aufgestellt und begann im gleichen Jahr mit den Bauarbeiten. Der erste Abschnitt von Springfield nach Cabotville, das heute ein Stadtteil von Chicopee ist, ging am 28. Februar 1845 in Betrieb. Unterdessen erhielt am 25. Januar 1845 eine Greenfield and Northampton Railroad Company die Konzession für die nördliche Verlängerung der geplanten Strecke nach Greenfield. Die beiden Gesellschaften fusionierten am 8. Juli 1845 zur Connecticut River Railroad Company, die nun die Betriebsführung übernahm und die Bauarbeiten weiter durchführte. Northampton war am 13. Dezember 1845 erreicht, South Deerfield am 17. August 1846 und Greenfield schließlich am 23. November 1846. Die Gesellschaft verlängerte die Strecke nun weiter nordwärts, um einen Anschluss an die ebenfalls in Bau befindliche Hauptstrecke der Vermont and Massachusetts Railroad in East Northfield herzustellen. Die Verlängerung wurde am Neujahrstag 1849 eröffnet.
Wenige Jahre später wurde die gesamte Strecke zweigleisig ausgebaut, da sie mittlerweile zu einer wichtigen Durchgangsroute von Neuengland nach Kanada geworden war. Am 1. Januar 1893 pachtete die Boston and Maine Railroad die Strecke und führte von nun an den Betrieb. Sie kaufte die Connecticut River Railroad zum 1. Januar 1919. Im Herbst 1966 wurde der Expresszugverkehr auf der Strecke eingestellt, zuletzt verkehrte noch der Washingtonian von Montreal nach Washington D.C. und der Montrealer in der Gegenrichtung. Ende 1966 endete der Personenverkehr zunächst gänzlich. Nachdem die Amtrak den Fernreisezugverkehr übernommen hatte, wurde im Herbst 1972 der Montrealer auf der Relation von Washington nach Montreal wieder eingeführt.
1983 übernahm die Guilford Transportation, die seit 2006 unter dem Namen Pan Am Railways firmiert, die Boston&Maine und damit die Betriebsführung der Strecke. Die Amtrak musste 1987 den Montrealer einstellen, nachdem sich die Guilford Transportation weigerte, notwendige Streckenreparaturen in Vermont durchzuführen. Mit der Wiederinbetriebnahme des Zuges zwei Jahre später verkehrte dieser jedoch nicht mehr über Northampton und Greenfield, sondern weiter östlich über Amherst, sodass der Personenverkehr auf der Bahnstrecke Springfield–East Northfield vorerst beendet wurde. Das Mitbenutzungsrecht, das die Amtrak für die Strecke hatte, wurde daraufhin aufgehoben. Bis Ende des 20. Jahrhunderts wurde auf einem großen Teil der Strecke das zweite Gleis abgebaut. 2009 gründeten die Pan Am Railways und die Norfolk Southern Railway gemeinsam die Tochtergesellschaft Pan Am Southern, die die Strecke übernahm und die seither den Güterverkehr auf ihr betreibt.
Ein erneutes Mitbenutzungsrecht für Amtrak kam 2014 zustande, da, auch auf Betreiben des Bundesstaats Massachusetts, die Städte Holyoke und Northampton wieder eine Reisezugverbindung erhalten sollten. Ab dem 29. Dezember 2014 änderte Amtrak die Fahrtroute des einmal täglich fahrenden Expresszuges Vermonter, der nun die Bahnstrecke Springfield–East Northfield auf ganzer Länge befährt. Zwischenhalte wurden zunächst nur in Northampton und Greenfield eingelegt, seit 27. August 2015 auch in Holyoke.
Seit dem 30. August 2019 verkehren außerdem täglich zwei Regionalzugpaare zwischen Springfield und Greenfield, von denen am Wochenende eines, an Wochentagen beide, über Hartford bis New Haven durchgebunden sind. Dieser Zugdienst wird Valley Flyer genannt und befindet sich bis Herbst 2021 im Probebetrieb.

## Streckenbeschreibung
Die Strecke beginnt in der Springfield Union Station und zweigt westlich des Bahnhofs aus der Bahnstrecke Worcester–Albany ab. Sie führt auf ganzer Länge parallel zum Connecticut River und zur mehrfach querenden Interstate 91 in nördliche Richtung. Noch im Stadtgebiet von Springfield endet der zweigleisige Abschnitt der Strecke nahe dem früheren Haltepunkt Brightwood. Im Stadtteil Cabotville der Stadt Chicopee zweigte am Bahnhof Chicopee Junction eine Stichstrecke nach Chicopee Falls ab, die jedoch stillgelegt ist. Unmittelbar nach dem Bahnhof überquert die Strecke den Chicopee River, der hier in den Connecticut mündet. Durch den Stadtteil Willimansett führt die Strecke weiter nordwärts, überquert den Connecticut River und erreicht Holyoke. Hier münden mehrere zum großen Teil stillgelegte Hafen- und Industrieanschlüsse in die Strecke ein. Die Bahnstrecke Westfield–Holyoke hat einen eigenen Bahnhof westlich des Stadtzentrums, das Verbindungsgleis von dort zur Strecke nach East Northfield, das nördlich der Stadt einmündete, ist stillgelegt.
Weiter entlang des westlichen Flussufers führt die Strecke nun durch dünn besiedeltes Gebiet, das zur Stadt Holyoke gehört. In Mount Tom zweigte eine kurze Strecke nach Easthampton ab. Die Bahnstrecke überquert dann einen Seitenarm des Connecticut River und erreicht kurz darauf Northampton. Ab hier verläuft eine stillgelegte Bahnstrecke der früheren New York, New Haven and Hartford Railroad parallel zur Strecke nach East Northfield. Die Northampton Union Station an der Main Street ist abgerissen. Die Strecke entfernt sich nun etwa zwei Kilometer vom Connecticut River und führt weiter nach Norden durch Hatfield und Deerfield. Am Knotenpunkt Deerfield Junction zweigt die Strecke nach East Deerfield ab. Kurz darauf überquert die Bahntrasse den Deerfield River. Am Bahnhof Greenfield bestehen Gleisverbindungen zu den hier einmündenden Strecken Fitchburg–Greenfield und Greenfield–Troy. Die Strecke führt nun weiter nordwärts, biegt jedoch in Bernardston in Richtung Nordosten ab und erreicht in Northfield wieder den Connecticut River, wo sie am früheren Bahnhof East Northfield in die Bahnstrecke New London–Brattleboro einmündet.

## Personenverkehr
1869 bot die Connecticut River Railroad von Springfield aus drei Zugpaare nach Brattleboro an, die die Strecke auf ganzer Länge befuhren, sowie drei weitere Zugpaare nach Northampton. Den Brattleboro-Zügen wurden Kurswagen nach Vermont und Kanada beigegeben, einer der Züge verkehrte nominell als Expresszug, hielt aber dennoch an allen Stationen.
1893, nach der Übernahme durch die Boston&Maine, verkehrten an Werktagen vier, an Sonntagen ein Expresszug nach Vermont bzw. Kanada. Zahlreiche Vorortzüge befuhren die Strecke von Springfield aus. An Werktagen bot die Boston&Maine zwei Züge nach East Northfield, zwei nach Greenfield, zwölf nach Northampton und sieben nach Holyoke an. Sonntags fuhren ein Zug nach East Northfield und vier Züge nach Northampton. Zwischen Springfield und Chicopee Junction benutzten die Strecke außerdem zwölf werktägliche Züge nach Chicopee Falls, sodass an Werktagen insgesamt 39 Züge die Springfield Union Station in Richtung Norden verließen.
Nach dem Ersten Weltkrieg wurde das Angebot deutlich eingeschränkt. 1926 verkehrten noch fünf Züge an Werktagen in Richtung Vermont bzw. Kanada, sonntags fuhren zwei Züge. Daneben wurden werktags zwei und sonntags ein Zug nach Greenfield, sowie montags bis freitags acht und samstags neun Vorortzüge nach Northampton angeboten.
1964 befuhren zwei tägliche Expresszüge die Strecke. Der Ambassador von New York nach Montreal und zurück befuhr die Strecke nachmittags, der Montrealer in Richtung Montreal und der Washingtonian in Richtung Washington DC fuhren nachts über die Strecke. Daneben verkehrten freitags ein und sonntags zwei Zugpaare zwischen Springfield und Greenfield. 1966 endete der Personenverkehr zunächst, jedoch wurde er mit dem Montrealer und dem Washingtonian 1972 durch die Amtrak wieder aufgenommen. Ab 1974 hieß der Zug in beide Richtungen Montrealer. Er verkehrte noch bis 1987 über die Strecke. 
Seit dem 29. Dezember 2014 verkehrt einmal täglich der Vermonter über die gesamte Strecke, sowie seit 2019 zwei weitere Zugpaare zwischen Springfield und Greenfield.